# Ił-96
Ił-96 (ros. Ил-96) – rosyjski samolot pasażerski zaprojektowany w biurze konstrukcyjnym Iljuszyna. Pierwszy lot odbył się w 1988 roku, natomiast w 1993 roku maszyna weszła do produkcji seryjnej. Ił-96 jest jednym z nowocześniejszych rosyjskich samolotów pasażerskich. Maszyny tej serii służą do przewozu najwyższych władz Rosji – prezydenta i premiera.

## Projekt
Ił-96 to skrócona konstrukcja pierwszego radzieckiego samolotu szerokokadłubowego Ił-86. Oprócz tego zwiększono zasięg maszyny, czyniąc ją samolotem dalekodystansowym, oraz zastosowano nowoczesną awionikę i szklany kokpit z sześcioma kolorowymi wyświetlaczami LCD. Samolot jest przystosowany do lotów z dwuosobową załogą oraz pozwala na lądowanie w trudnych warunkach pogodowych (kategoria ILS III A). Skrzydła samolotu zakończone są wingletami, a sterowanie samolotem odbywa się za pomocą systemu Fly-by-wire. Pierwszy lot miał miejsce we wrześniu 1988 roku, a certyfikacja płatowca zakończyła się w 1992 roku. Pierwsza wersja, która weszła do użytku to Ił-96-300. Wersje rozwojowe to Ił-96M/T i Ił-96-400.
Ił-96-300 w standardowej konfiguracji dwuklasowej zabiera na pokład 262 pasażerów, w tym 18 miejsc z odstępem 54 cali (140 cm) między fotelami, pozostałe 244 miejsca z odstępem 32 cali (81 cm) w układzie 3-3-3. Możliwy jest także bardziej komfortowy układ 2-4-2. Choć cena katalogowa jednego Iła-96-300 jest około 30% niższa od popularnych zachodnich samolotów tej wielkości, to samoloty te nie są chętnie kupowane przez linie lotnicze. 
W 2006 roku w służbie cywilnej było tylko 17 samolotów Ił-96 – 6 w liniach Aerofłot, 2 w KrasAir, 3 w Domodedovo Airlines, 1 w Atlant-Soyuz Airlines, 3 w Cubana de Aviación oraz 2 w Rossiya Airlines. Linie lotnicze Aerofłot oraz Transaero zostały zwolnione z podatku od sprowadzanych samolotów z zachodu, w zamian miały zamówić kilka sztuk samolotów Ił-96. Air Zimbabwe złożyły zamówienia na 5 maszyn Ił-96, jednak po rozmowach z władzami rosyjskimi zamówienia zostały anulowane.
11 sierpnia 2009 rosyjski minister przemysłu i handlu Wiktor Christienko ogłosił, że produkcja samolotów dalekiego zasięgu Ił-96 będzie anulowana ze względu na wyniki tych maszyn odbiegające od popularnych Airbusów i Boeingów. Ponadto zakłady produkcyjne nie wprowadziły masowej produkcji, co znacznie zmniejszyłoby koszty. Samoloty towarowe Ił-96T będą nadal produkowane.

## Warianty

### Ił-96-300
Model bazowy całej serii. Wyposażony w 4 silniki turbowentylatorowe Aviadvigatel PS-90A, każdy o sile ciągu 157 kN. Prace nad tym samolotem zaczęły się w połowie lat 80. Pierwszy egzemplarz wzniósł się w powietrze 28 września 1988. Pierwszy Ił-96 wszedł do służby w 1993. Samolot zabiera na pokład 262 pasażerów, jego zasięg to około 11 000 km, który umożliwia m.in. bezpośrednie loty z Moskwy do Los Angeles. Dwa takie egzemplarze wykorzystywane są przez prezydenta Rosji. 
Wersja ze zwiększonym zasięgiem została oznaczona jako Ił-96-300V

### Ił-96M
Samolot przeznaczony na eksport. Kadłub został wydłużony o 10 m, a jego masa zwiększyła się o 15 ton. Zamontowano zachodnią awionikę, napęd stanowiły 4 silniki Pratt & Whitney PW2337, każdy o ciągu 165 kN. Zabiera na pokład 312 pasażerów lub 92 tony ładunku. Jego zasięg to 10 400 km. Samolot jest porównywany do Airbusa A330-300 lub do MD-11CF, jednak jest od nich o wiele tańszy. Wyprodukowano jedynie jeden egzemplarz, maszyna nigdy nie weszła do czynnej służby cywilnej. Jednym z powodów był ograniczony dostęp do zachodniej awioniki i silników.

### Ił-96T
Wersja towarowa samolotu Ił-96M oraz Ił-96-400. Napędzana przez silniki turbowentylatorowe Aviadvigatel PS-90A.

### Ił-96-400
Oparty na kadłubie Iła-96M jednak z rosyjskimi silnikami oraz awioniką. Napędzany jest przez silniki turbowentylatorowe Aviadvigatel PS-90A1. Maksymalnie może pomieścić do 436 pasażerów. Jego zasięg w trzyklasowej konfiguracji (315 pasażerów) wynosi 10 000 km.

## Produkcja
| rok   | 1988 | 1989 | 1990 | 1991 | 1992 | 1993 | 1994 | 1995 | 1996 | 1997 | 1998 | 1999 | 2000 | 2001 | 2002 | 2003 | 2004 | 2005 | 2006 | 2007 | 2008 | 2009 | 2010 | 2011 | 2012 | 2017 |
| ----- | ---- | ---- | ---- | ---- | ---- | ---- | ---- | ---- | ---- | ---- | ---- | ---- | ---- | ---- | ---- | ---- | ---- | ---- | ---- | ---- | ---- | ---- | ---- | ---- | ---- | ---- |
| ilość | 1    | 1    | 2    | 0    | 2    | 1    | 3    | 2    | 0    | 1    | 0    | 1    | 0    | 0    | 0    | 1    | 2    | 1    | 2    | 2    | 0    | 2    | 0    | 1    | 1    | 3    |

## Operatorzy
Stan na 23 lutego 2024:
| Operator                             | Liczba |
| ------------------------------------ | ------ |
| Cubana de Aviación                   | 1      |
| Iljuszyn AB                          | 1      |
| Rossija                              | 11     |
| Siły Powietrzne Federacji Rosyjskiej | 1      |
| Sky Gates Airlines                   | 1      |
| WASO                                 | 2      |
| Razem                                | 17     |

## Galeria

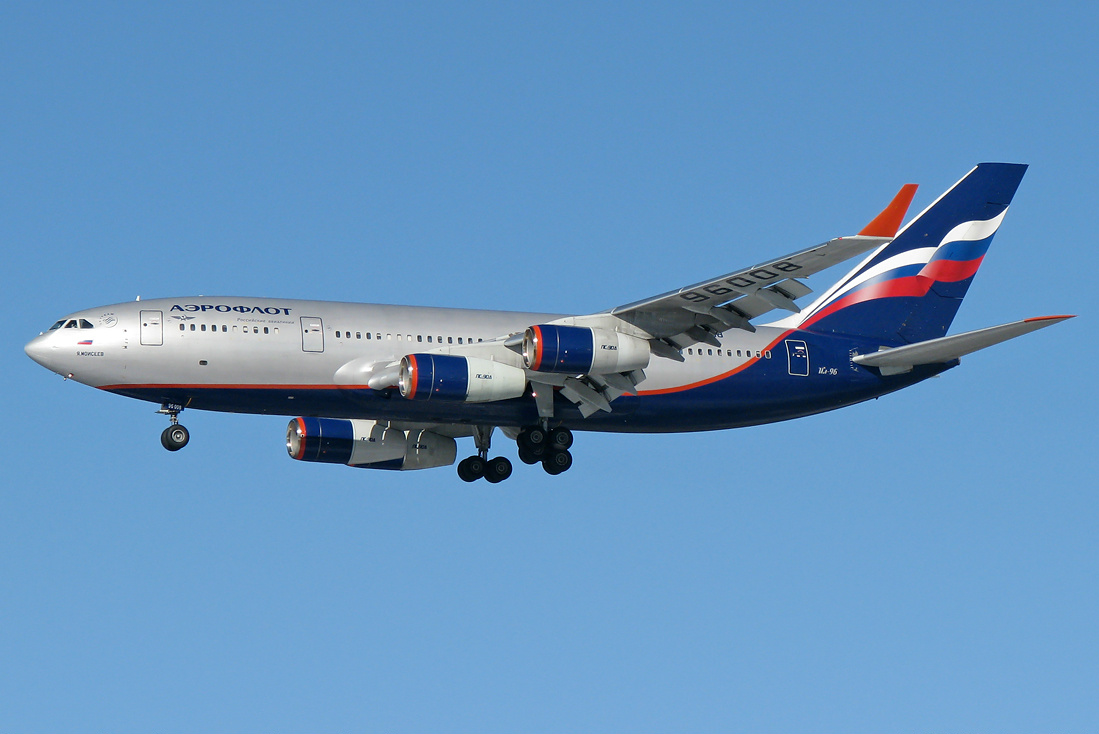
Ił-96-300 linii Aerofłot
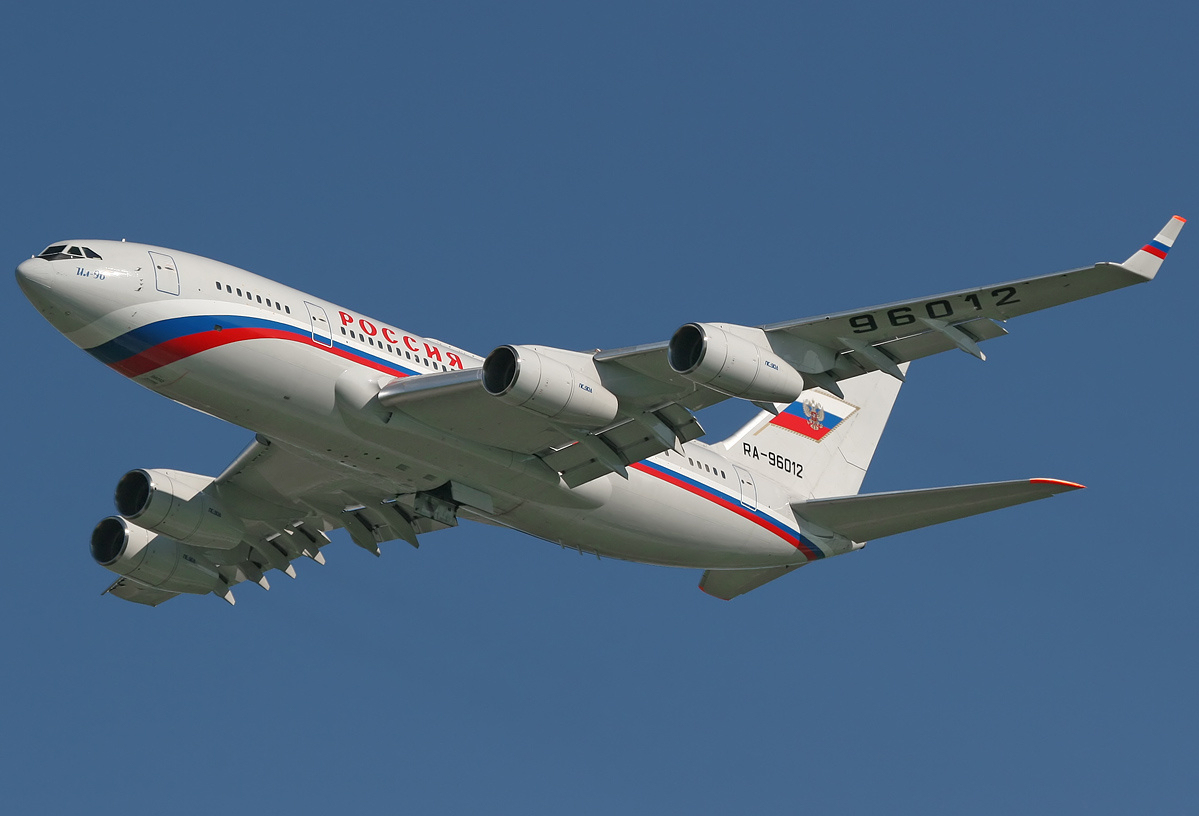
Ił-96 linii Rossija
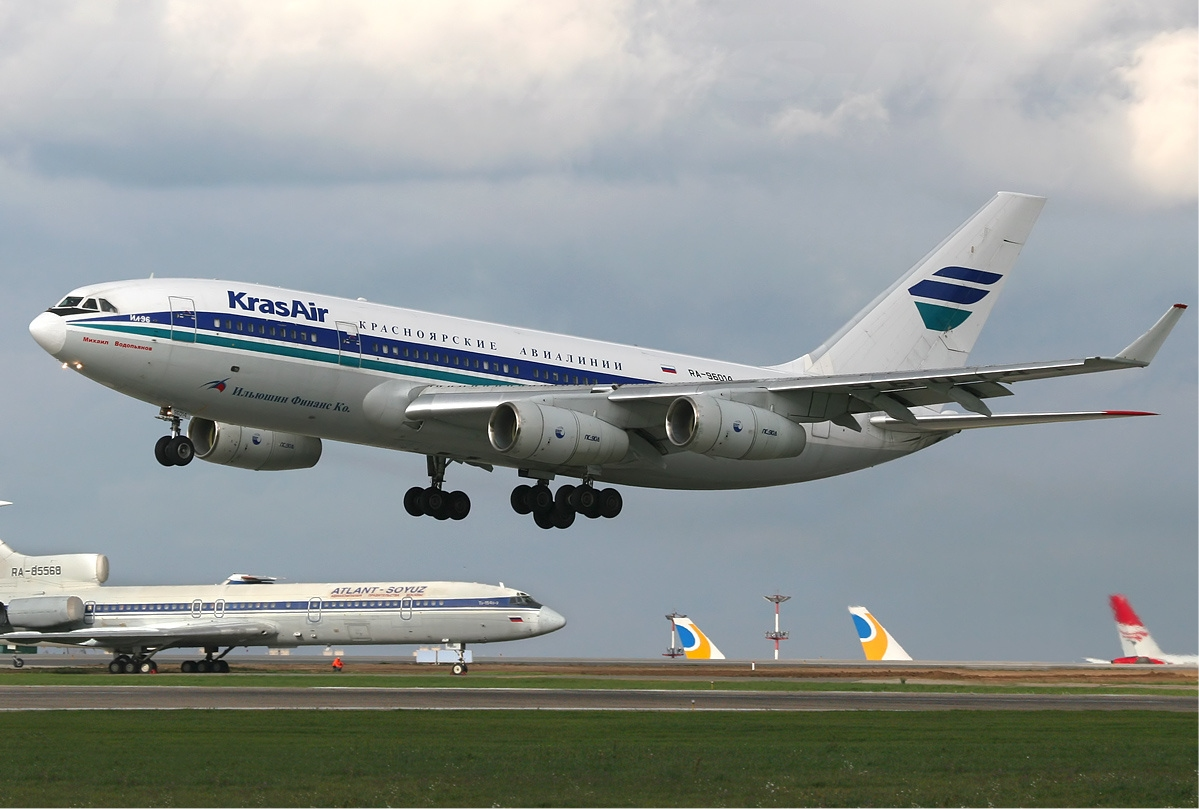
Ił-96 linii KrasAir
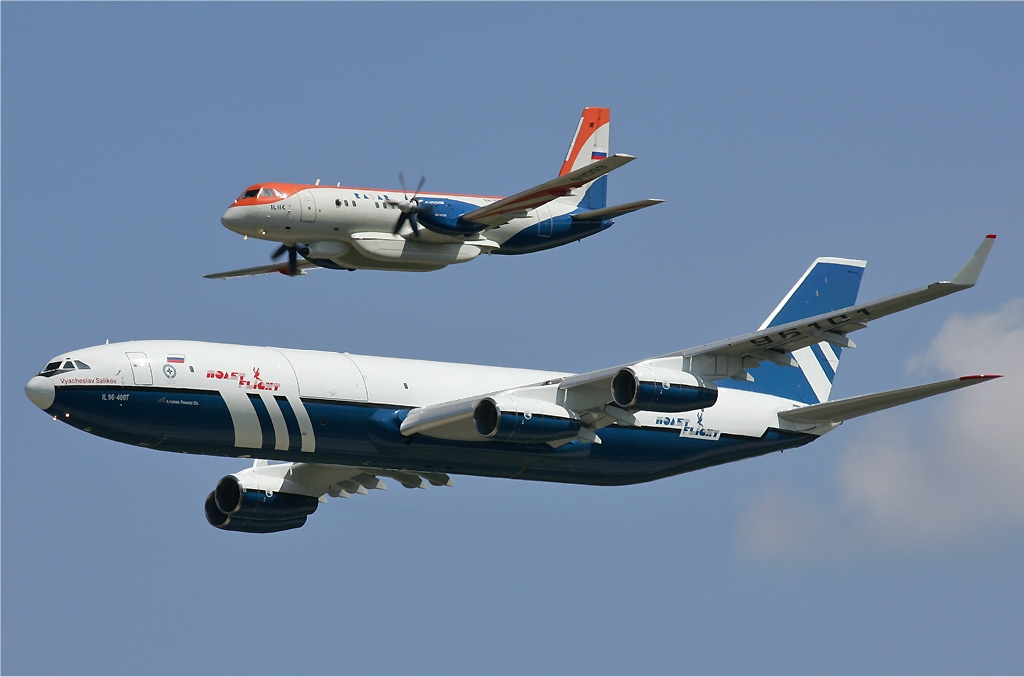
Ił-96-400T linii Polet Airlines we wspólnym locie z samolotem pasażerskim Ił-114
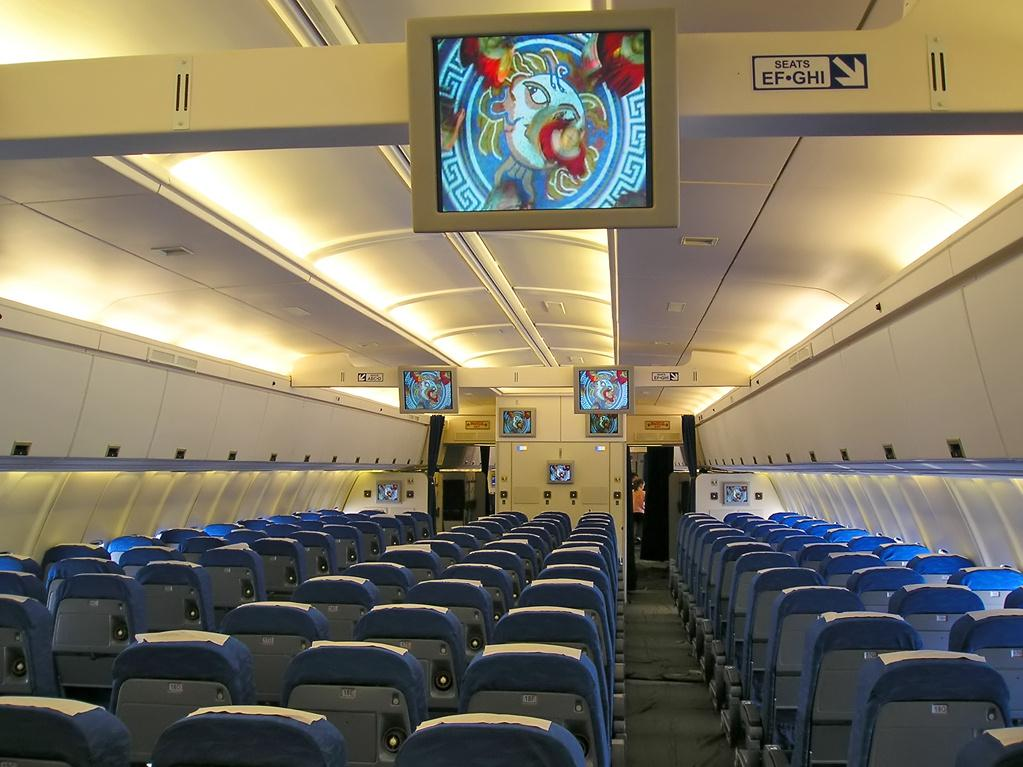
Kabina pasażerska Iła-96-300